# أندريا هلافسكوفا
اندريا هلافسكوفا (بالتشيكية: Andrea Hlaváčková)‏ (مواليد 10 أغسطس 1986) هي لاعبة كرة مضرب تشيكية. حاصلة على ثلاث بطولات جراند سلام في الزوجي، وأعلى تصنيف عالمي بالزوجي لها كان المركز الـ3 في (22 أكتوبر 2012).

## روابط خارجية
- أندريا هلافسكوفا على موقع رابطة محترفات التنس (الإنجليزية)
- أندريا هلافسكوفا على موقع الاتحاد الدولي لكرة المضرب (الإنجليزية)
- أندريا هلافسكوفا على موقع كأس بيلي جين كينغ (الإنجليزية)
- أندريا هلافسكوفا على موقع خلاصة التنس.كوم (الإنجليزية)
- أندريا هلافسكوفا على موقع اللجنة الأولمبية الدولية (الإنجليزية)
- أندريا هلافسكوفا على موقع أوليمبيديا (الإنجليزية)
- أندريا هلافسكوفا على موقع اللجنة الأولمبية التشيكية (التشيكية)